# Taylor Cole

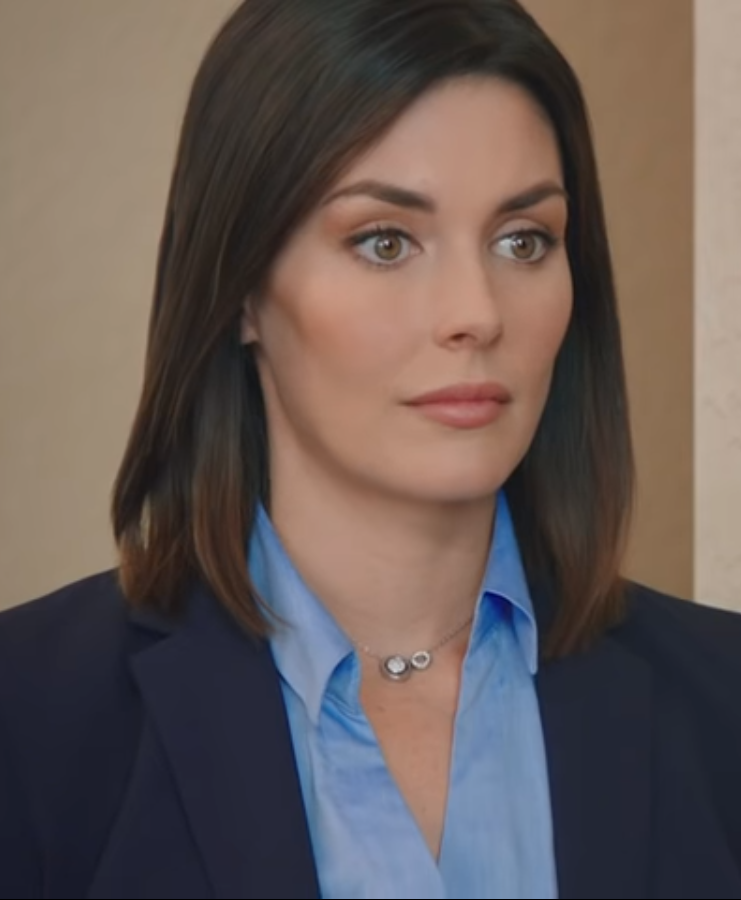
Taylor Cole (2016)

Taylor Quinn Cole (29 de Abril de 1984, Arlington, Texas) é uma actriz e modelo norte-americana. Interpretou o papel de Erika Spalding em Summerland (2004), participou também na série Supernatural (2006), como Sarah Blake e em CSI: Miami (2010), como a perita Samantha Owens. Participou ainda na série Salvation (2017) [T1:E8] onde interpretou uma linda Barwoman. 